# Leucorrhinia borealis
Leucorrhinia borealis – gatunek ważki z rodziny ważkowatych (Libellulidae). Występuje na terenie Ameryki Północnej.